# دره کارخانه‌های قند
دره کارخانه‌های قند، مجموعه ای از سه دره به هم پیوسته در حدود ۱۲ کیلومتر (۷٫۵ مایل) خارج از ترینیداد، کوبا. سه دره، سان لوئیس، سانتا روزا و مایر، مرکزی برای تولید شکر از اواخر قرن ۱۸ تا اواخر قرن ۱۹ فعال بودند.
در اوج صنعت کوبا بیش از پنجاه کارخانه نیشکر وجود داشت که در سه دره کار می‌کرد و بیش از ۳۰٬۰۰۰ برده در کارخانه‌ها و مزارع نیشکر که آنها را احاطه کرده بود، کار می‌کردند.
کل منطقه ۲۷۰ کیلومتر مربع وسعت دارد و سایت شامل بیش از ۷۰ کارخانه قند قدیمی است.

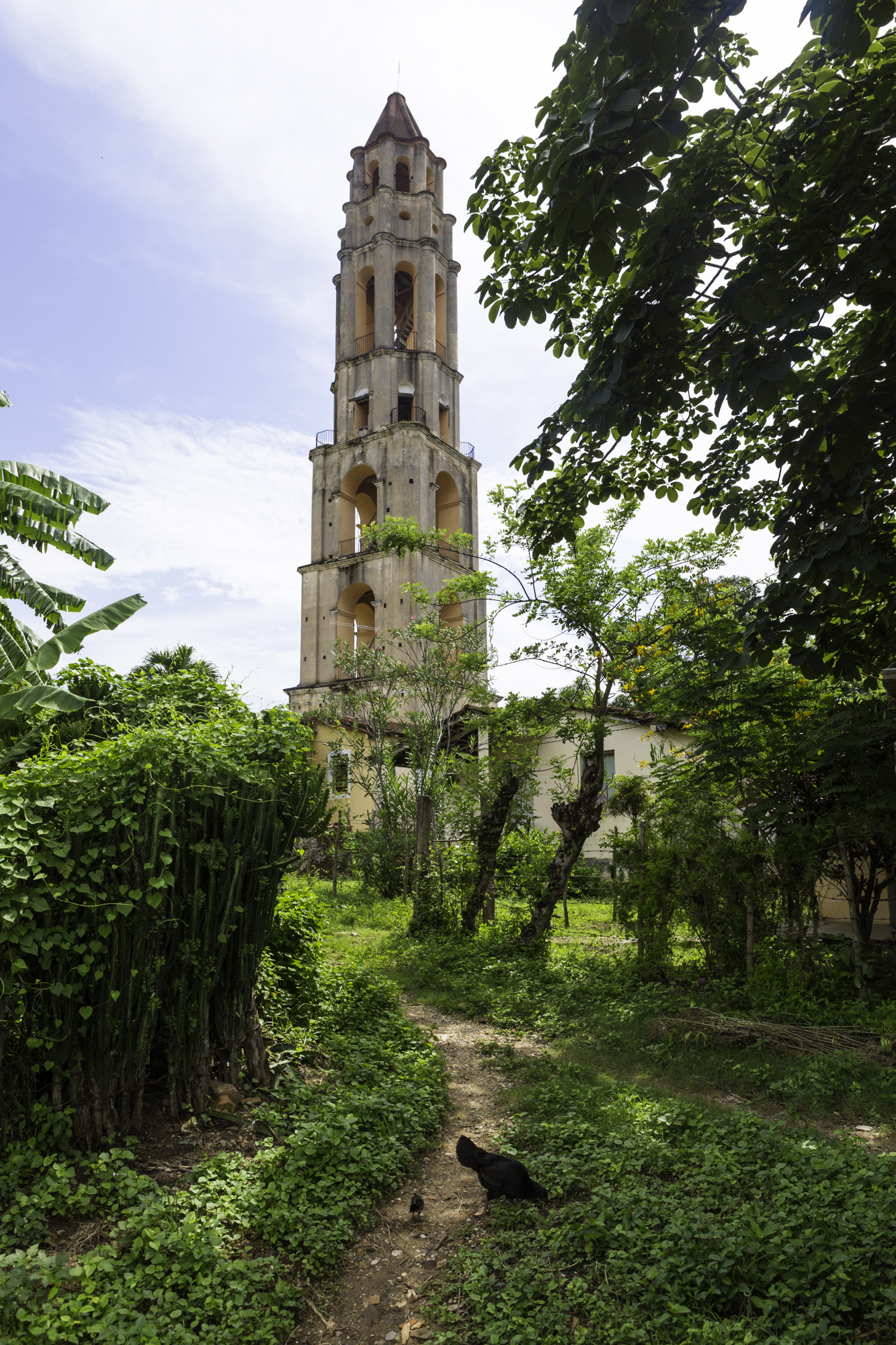
برج ماناکا ایزناگا